# Valdas Ivanauskas
Valdas Ivanauskas   (Kaunas, 31 de juliol de 1966) és un exfutbolista lituà de la dècada de 1990 i entrenador.
Fou 28 cops internacional amb la selecció lituana i cinc cops amb la soviètica. Pel que fa a clubs, defensà els colors de FK Žalgiris, PFC CSKA Moscou, Lokomotiv Moscou, Austria Wien, i Hamburger SV. Com a entrenador ha destacat al Hearts i FC Carl Zeiss Jena.

## Estadístiques com a entrenador

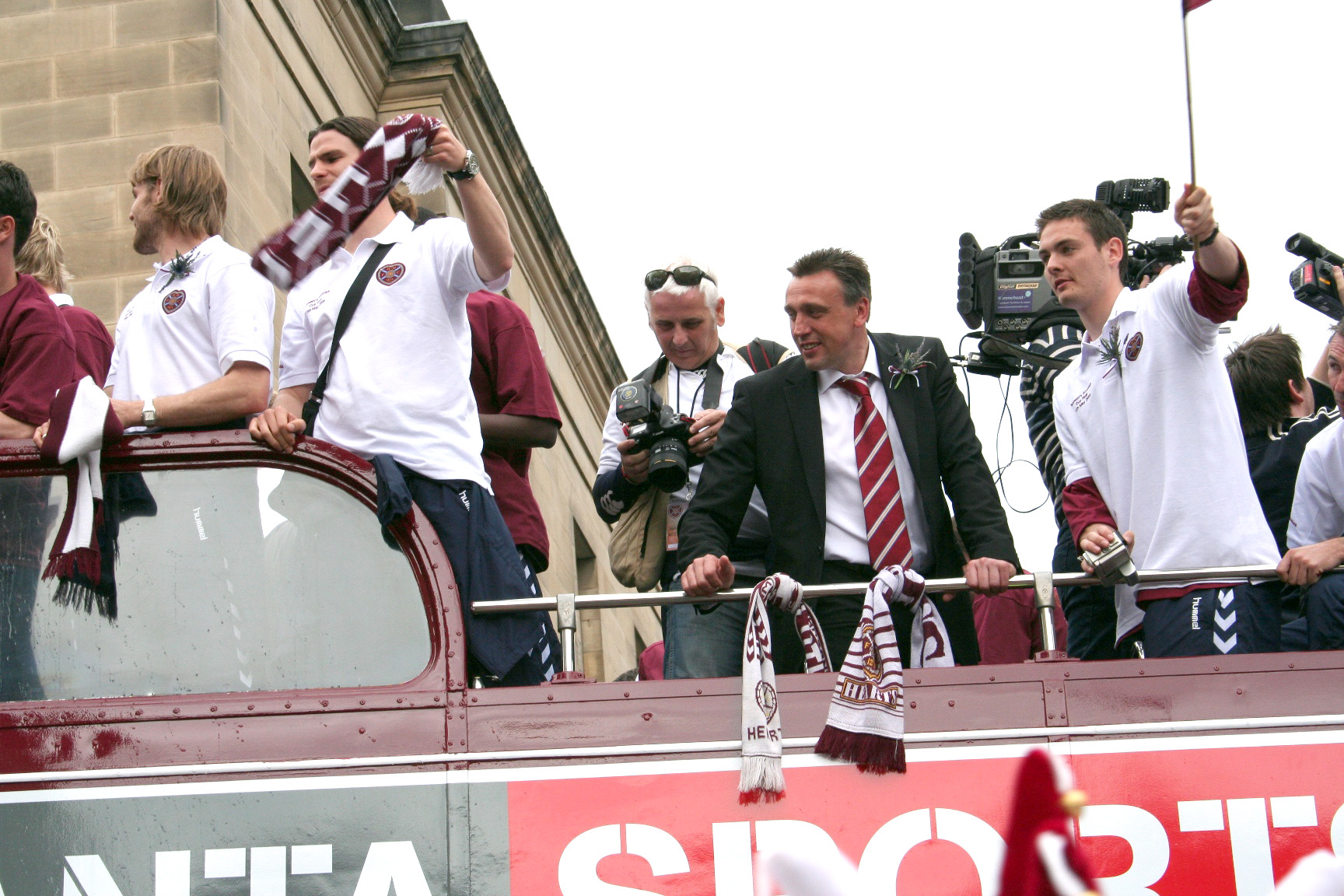
Ivanauskas celebra amb Hearts la copa escocesa de 2006.

| Equip               | De               | A               | Rècord | Rècord | Rècord | Rècord | Rècord     |
| Equip               | De               | A               | P      | J      | P      | E      | Victòria % |
| ------------------- | ---------------- | --------------- | ------ | ------ | ------ | ------ | ---------- |
| Heart of Midlothian | 22 Març 2006     | 23 Octubre 2006 | 28     | 14     | 9      | 5      | 50.00      |
| Heart of Midlothian | 27 Novembre 2006 | 20 Març 2007    | 17     | 8      | 5      | 4      | 47.06      |
| Carl Zeiss Jena     | 21 Setembre 2007 | 3 Gener 2008    | 12     | 3      | 6      | 3      | 25.00      |
| Standard Sumgayit   | 16 Juliol 2009   | 23 Octubre 2009 | 7      | 0      | 2      | 5      | 00.00      |